# Heroes of Might and Magic III: In the Wake of Gods
In the Wake of Gods(WoG) é uma expansão não-oficial criada por fãs da série Heroes of Might and Magic III. A expansão funciona com a expansão The Shadow of Death e com a Heroes III Complete Edition. A expansão WoG traz a série um conteúdo novo e exclusivo. A versão atual é WoG 3.58f.
O jogo apresenta uma nova linguagem em script ERM que dá ao jogador a capacidade de alterar a função e a aparência de qualquer objeto do mapa padrão no jogo, por exemplo, uma mina de ouro poderia ser alterada para gerar mais ouro do que o habitual. Mais scripts complexos também podem ser escritos para criar objetos inteiramente novos, modificar ou melhorar as regras do jogo. Com as ferramentas de melhoria à sua disposição, os jogadores começaram a "remodelar" a série em um jogo totalmente novo. Pois nem todos gostaram do novo estilo de Heroes of Might and Magic IV, que tinha feito muitas mudanças na jogabilidade do Heroes 3 tradicional.

## Algumas das novas adições

### Para Jogadores
- Novas habilidades para os heróis
- Novas criaturas
- Novos artefatos
- Novas Habitações(no jogo conhecidas como dwellings, locais onde é possível recrutar novas criaturas)
- Novos Objetos para o mapa
- Novos tipos de terreno e outras decorações para o mapa
- Criaturas têm experiência
- Comandantes
- Todos os mapas podem ser WoGificados
- As habilidades dos heróis são mais equilibradas
- Cidades podem ser destruídas e reconstruidas

### Para criadores de mapas
- Possibilidade de mudar o mapa durante o jogo(mudança de estações por exemplo)
- Possibilidade de adicionar novas fotos e videos para o mapa